# Segedunum
Segedunum je název římské pevnosti, která se ve starověku nacházela na území provincie Británie, v moderní době v hrabství Tyne and Wear na severovýchodě Anglie, a to tam, kde leží město Wallsend (pojmenované takto právě proto, že tam končil Hadriánův val). Pevnost Segedunum poblíž břehu řeky Tyne tvořila nejvýchodnější část valu. Posádka ji držela přibližně 300 let, zhruba od roku 122 přibližně do roku 400.
V této pevnosti ve srovnání s ostatními pevnostmi Hadriánova valu zatím proběhly nejrozsáhlejší vykopávky. Lokalita se jmenuje Segedunum (římská pevnost, lázně a muzeum).

## Etymologie

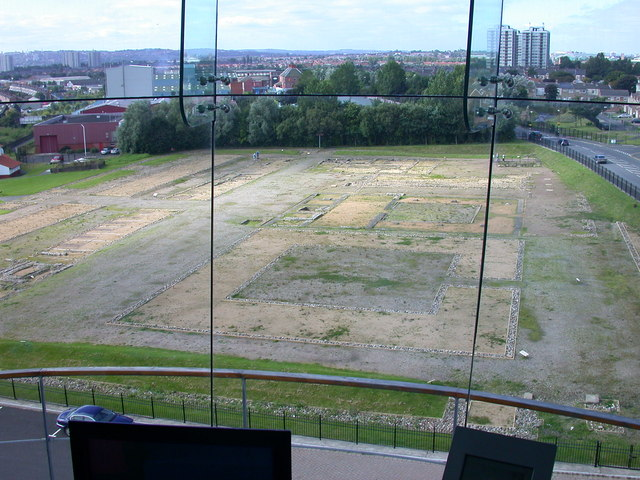
Segedunum - pohled z výšky

V Římské říši existovalo hned pět míst s tímto názvem, jedno v Británii, další v Německu a tři v Galii.

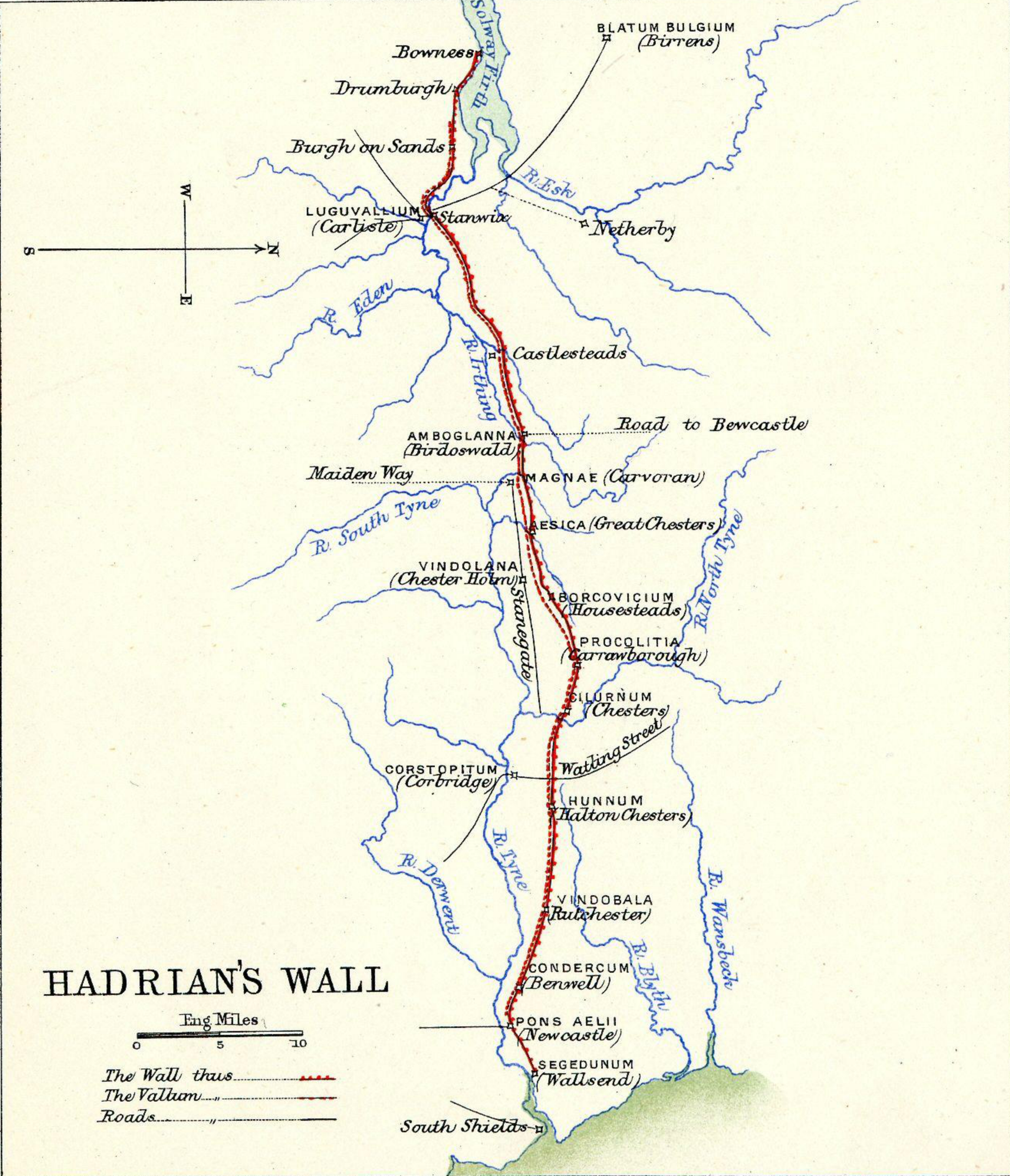
Segedunum mezi pevnostmi Hadriánova valu

Pojmenování Segedunum je uvedeno v dokumentu Notitia Dignitatum ze 4. století, ale stále nepanuje shoda o tom, co vlastně znamená. Někdy je pokládáno za “odvozené od keltského výrazu pro ”silný” nebo “vítězný””, ”odvozené z keltského slova sego ('síla') a dunum ('opevněné místo')“,“z římsko-britského Segedunum 'Silný-pevnost' a "keltského slova sechdun neboli 'suchý kopec'".
První složka jména se vyskytuje hojně v Galii, Španělsku, Německu a Itálii a pochází z indoevropského kořene segh-, což se projevuje v různých pozdějších evropských jazycích ve slovech s podobnými významy v irském tratí,, segh- ‚síla', velšském hy ' odvážný, statečný ', německém Sieg ' vítězství ' atd. Pokud jde o pomístní jméno, zřejmě nese význam “silné místo” nebo “místo vítězství”.
Druhá složka, dunum, je keltský výraz široce užívaný v Británii a v Galii, obvykle s významem "pevnost". Segedunum tedy pravděpodobně znamená “silná pevnost” nebo “vítězná pevnost”.

## Dějiny ve starověku
Val původně končil u římské pevnosti a malé osady Pons Aelius (město Newcastle na Tyne). Jeho stavba začala právě tam v roce 122 a postupovala směrem na západ. Kolem roku 127 byl však val prodloužen i na východ, pravděpodobně kvůli ochraně přechodu přes řeku u sousední pevnosti Pons Aelius.
Tento úsek valu se téměř 6 a půl kilometru táhl od pevnosti Pons Aelius, prošel částí moderního města Newcastle zvané Byker a končil u pevnosti Segedunum.
Byl užší než ty dříve postavené, měl šířku 2,29 m, ačkoli stál na základně široké 2,4 m. Na rozdíl od valu jinde zde nebyl vybudován obranný příkop (vallum).
Jako všechny pevnosti Hadriánova valu na východ od řeky Irthing (na rozdíl od většiny jiných římských předsunutých základen) mělo Segedunum hradby od samého začátku z kamene.

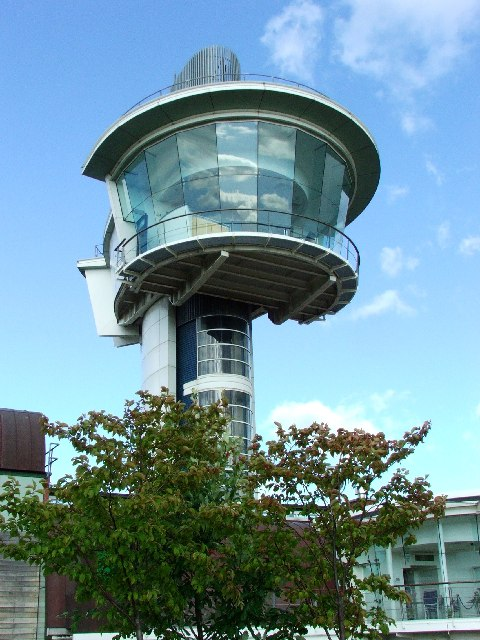
Vyhlídková věž v návštěvnickém centru pevnosti Segedunum

Pevnost měřila 138 metrů v severojižním směru a 120 metrů ve směru od východu na západ, zabírala plochu 17 000 m2. Ze všech stran ji obklopoval široký příkop a hliněný val. Měla čtyři dvojité brány. Jiný zdroj uvádí pět bran, ze kterých tři vedly na sever, aby tam mohla posádka v případě nutnosti rychle vyrazit.

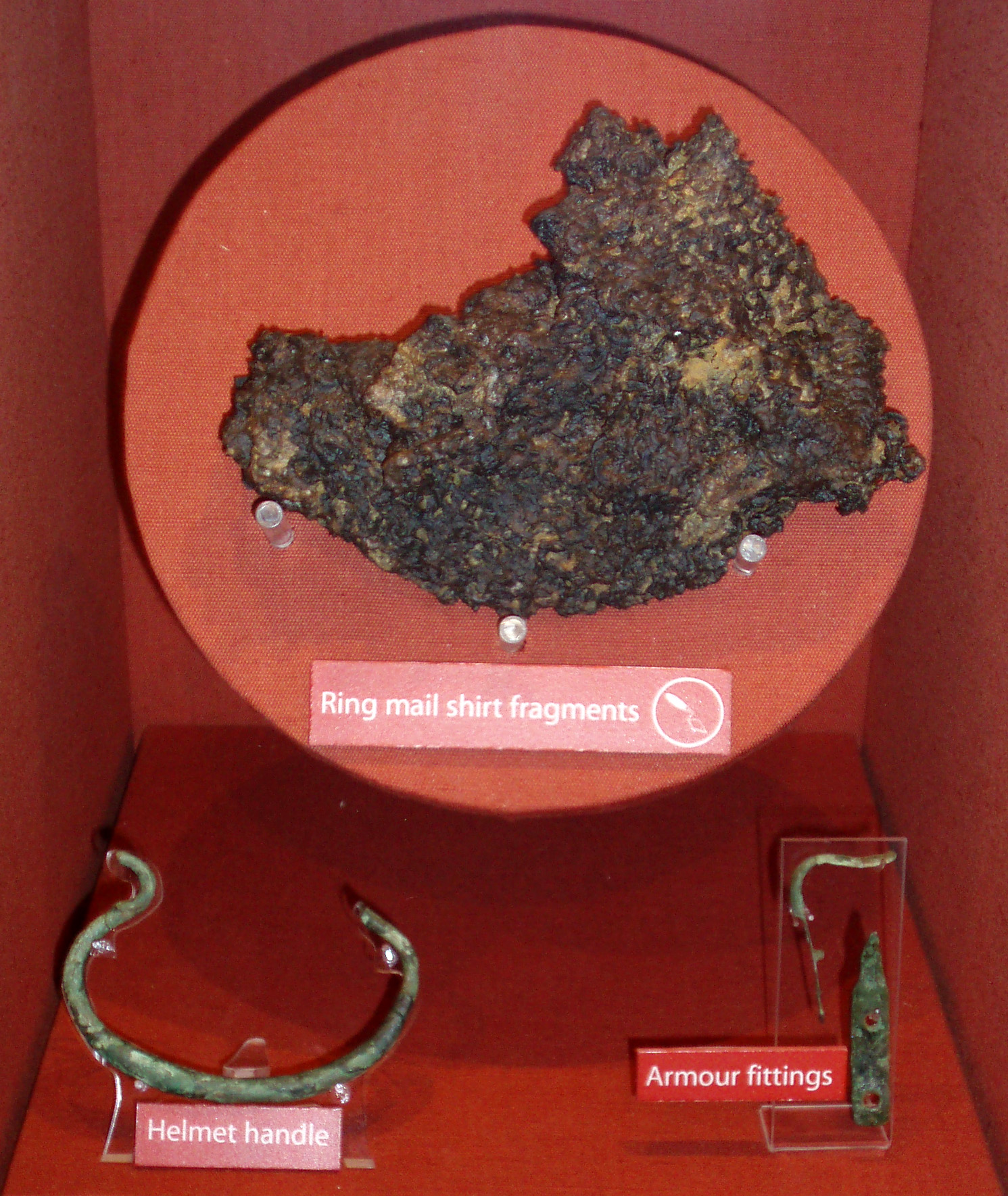
Úlomky brnění nalezené v pevnosti Segedunum

Val se napojoval na západní stěnu pevnosti jižně od západní brány. Z jihovýchodního rohu pevnosti vycházela zeď široká téměř dva metry, která šla až na břeh řeky a dolů k vodě.
Existují důkazy o tom, že kolem pevnosti se časem vytvořila rozlehlá civilní vesnice (vicus), a to i severně od valu.

## Posádka
Pevnost byla navržena pro cohors equitata, smíšenou jednotku složenou ze 480 pěšáků a 120 jezdců.
Kdo tvořil původní posádku, není známo; ve 2. století tam byla kohorta II. Nerviorum. Ve 3. a 4. století pevnost hájila čtvrtá kohorta Lingonů, jak uvádí dokument Notitia Dignitatum. Obě měly po 600 mužích.

## Pozdější vývoj
Někdy kolem roku 400 byla pevnost opuštěna, ale je třeba vzít v úvahu, že mezi léty 400 a 410 už Hadriánův val už hájil jen nejnutnější počet mužů z pomocných oddílů a z té doby se dochovalo minimum informací.
Po celá staletí se lidé ve zdejším kraji živili zemědělstvím, v 18. století se začalo poblíž pevnosti těžit uhlí a oblast postupně osídlovali horníci. Nakonec, v roce 1884, celá pevnost zmizela pod řadovými domy.
Při vykopávkách v roce 1929 byly zjištěny obrysy pevnosti. Místní úřad je nechal vyznačit bílými dlažebními kameny. V 70. letech 20. století byly řadové domy nad tuto plochou zbořeny.
Začátkem 90. let 20. století byla část Hadriánova valu vykopána. Projekt Segedunum byl zahájen v lednu 1997 řadou vykopávek v samotné pevnosti a okolí, byly také postaveny lázně a z bývalých loděnic Swan Hunter vzniklo nové muzeum, které bylo otevřeno pro veřejnost v červnu 2000.

## V moderní době

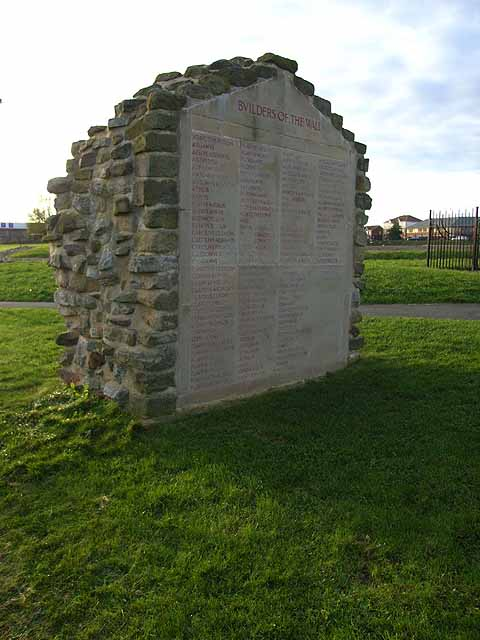
Moderní pomník stavitelům Hadriánova valu

Na místě, kde pevnost stála, jsou vidět pozůstatky základů budov původní pevnosti a stojí tam rekonstrukce římských vojenských lázní založená na znalostech o těchto lázních, které vycházejí z poznatků získaných v římských pevnostech Vindolanda a Chesters. Muzeum vystavuje zajímavé předměty objevené při vykopávkách a celý prostor si lze prohlédnout shora, z velké vyhlídkové věže. Část původního valu se zachovala na opačné straně ulice vedoucí od muzea a díky rekonstruovanému úseku si lze udělat představu, jak asi val původně vypadal.
Centrální úsek Hadriánova valu byl postaven na výšině Whin Sill, která poskytuje přirozenou obranu proti útočníkům nebo přistěhovalcům ze severu. Na východním konci valu však byla chránila území samotná řeka Tyne a zcela na konci zeď, která se táhla od pevnosti Segedunum ke jejímu břehu. Tam pravděpodobně nějaká socha nebo památník vyznačoval konec valu, ale pokud tam někdy opravdu stával, nedochoval se. Na území muzea stojí novodobý pomník stavitelům Hadriánova valu. Je na samém východním konci valu, vzdálený 135 kilometrů od jeho konce na západě.
Majitelé všech domů zbořených na území pevnosti byli ubytováni na nově postaveném sídlišti Battle Hill.
Název města Wallsend odráží skutečnost, že leží na nejvýchodnějším konci Hadriánova valu; naproti tomu nejzápadnější konec je ve vesnici Bowness-on-Solway.